# Side Impact Protection System

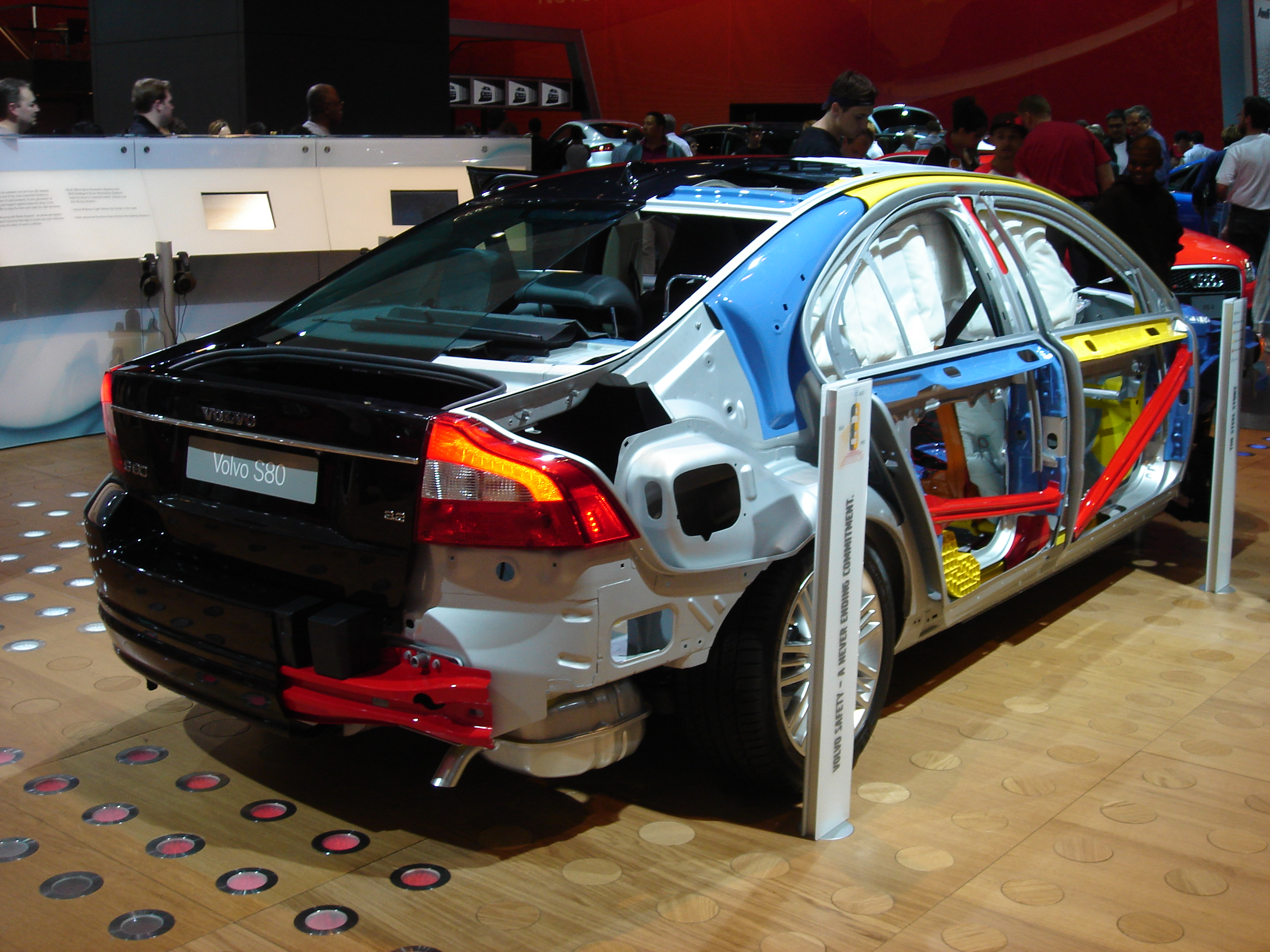
Samochód Volvo prezentujący system SIPS

Side Impact Protection System w skrócie SIPS, jest to system zabezpieczający przed bocznymi uderzeniami. System ten został opatentowany przez firmę Volvo. System działa tak, aby w wypadku uderzenia bocznego rozproszył on energię uderzenia na cały szkielet pojazdu. Częścią wyposażenia tego systemu są boczne poduszki powietrzne. 